# CdmaOne
cdmaOne – standard telefonii komórkowej drugiej generacji wykorzystujący technologię CDMA jako metodę bezprzewodowego dostępu do sieci. Sieci oparte na tym standardzie nazywane są też sieciami IS-95, lub po prostu sieciami CDMA.
Pierwsza sieć tego typu uruchomiona została w Hongkongu w 1995, obecnie najwięcej użytkowników tego systemu znajduje się w Ameryce Północnej i Południowej.

## Historia powstania standardu
Kluczową rolę w rozwoju standardu cdmaOne odegrały prace Andrew Viterbi – inżyniera i profesora Uniwersytetu Kalifornijskiego. Opracował on teoretyczne podstawy związane z wykorzystaniem technologii CDMA w sieciach komórkowych, oraz został współzałożycielem firmy Qualcomm,
która rozpoczęła prace nad standardem dostępu do sieci radiowej bazującym na CDMA. W 1989 roku Qualcomm zaprezentował po raz pierwszy działające rozwiązanie, w następnych latach nastąpiły udane testy i w 1993 roku specyfikacja systemu została ukończona i przedstawiona amerykańskiemu instytutowi standaryzującemu Telecommunications Industry Association (TIA). W tym samym roku instytut ogłosił je jako standard IS-95A, północnoamerykańskim standardem komunikacji cyfrowej.
Pierwsza sieć oparta na tym standardzie została oddana do komercyjnego użytku w roku 1995 (Hongkong, operator Hutchison Telecom). W 1996 roku uruchomiono sieci cdmaOne w Korei Południowej i w 14 miastach w USA (operator PrimeCo, obecnie Verizon Wireless). Liczba użytkowników tej technologii przekroczyła milion.
W 1997 roku wprowadzono specyfikacje IS-95B, która uwzględniała możliwość pakietowego przesyłania danych z przepływnoscią 64 kbit/s. W USA cdmaOne uruchomiono już w ponad 100 miastach.
W 2001 roku liczba abonentów sieci w standardzie cdmaOne przekroczyła 100 milionów. Obecnie ta liczba zmniejszyła się do około 20 milionów, ponieważ operatorzy sieci w standardzie cdmaOne coraz częściej migrują do standardu trzeciej generacji CDMA2000, który jest jego naturalnym następcą (wykorzystywane są te same częstotliwości, ta sama szerokość widma rozproszonego, kompatybilne techniki kodowania i transmisji sygnału).

## Kwestia nazwy
cdmaOne jest marketingową nazwą sieci, których sieć radiowa oparta jest na specyfikacjach IS-95A i IS95-B rozwijanych przez Telecommunications Industry Association (TIA), dlatego też sieci tego rodzaju nazywane są często sieciami IS-95. Ponieważ była to pierwsza sieć komórkowa, w której sieć radiowa została zbudowana na bazie technologii CDMA, sieci te nazywano po prostu sieciami CDMA (aby odróżnić je od innych popularnych rozwiązań – sieci TDMA budowanych na bazie standardu IS-136 i sieci GSM).
Formalnie, cdmaOne® jest znakiem towarowym zastrzeżonym przez CDMA Development Group (CDG), konsorcjum zrzeszające operatorów, dostawców infrastruktury i usług związanych ze standardami opartymi na technologii CDMA, bazującymi na specyfikacjach rozwijanych przez Telecommunications Industry Association (TIA) i konsorcjum standaryzacyjne 3GPP2.
Tylko członkowie CDG mogą używać nazwy cdmaOne do opisu produktów lub sieci na bazie których, oferują swoje usługi.

## Szczegóły techniczne

### Ogólna charakterystyka systemu
Sieci cdmaOne są sieciami komórkowymi oferującymi usługi przenoszenia sygnału mowy i danych, zapewniając przy tym mobilność użytkownika. Tym co najbardziej wyróżnia je wśród systemów drugiej generacji to technologia CDMA użyta w sieci radiowej. Okazała się ona na tyle dobrym rozwiązaniem, że stała się także podstawą do budowy większości systemów 3G.
Rozwiązanie stworzone na bazie standardów IS-95 pozwalają na uzyskanie większej pojemności sieci (większa liczba rozmów przeprowadzanych jednocześnie na danym terenie) niż w innych systemach 2G, dzieje się to jednak kosztem pogorszenia jakości rozmów.
Standardy użyte do budowy sieci szkieletowej są jednak mniej zaawansowane niż analogiczne rozwiązania stosowane w GSM. cdmaOne zapewnia roaming, przesyłanie SMS, niektóre supplementary services (np. identyfikacja numeru dzwoniącego), ale ogólnie liczba usług jest mniejsza.
Interfejs radiowy zdefiniowany na potrzeby sieci cdmaOne wykorzystują także operatorzy sieci stacjonarnych do realizacji bezprzewodowej pętli abonenckiej (ang. Wireless Local Loop) na terenach, gdzie użycie zwykłych łączy byłoby ekonomicznie nieuzasadnione.

### Architektura systemu
Struktura sieci cdmaOne, na ogólnym poziomie, jest zbliżona do architektury stosowanej w innych sieciach telefonii komórkowej drugiej generacji. Użyte protokoły, rozwiązania stosowane w sieci radiowej oraz szczegóły związane z funkcjonalnością poszczególnych elementów są charakterystyczne dla tego konkretnego standardu. Poniżej przedstawiono najważniejsze elementy infrastruktury ich rolę jaką odgrywają w sieci cdmaOne.
- Obszar będący pod kontrolą systemu cdmaOne podzielony jest na komórki (ang. cells), na których abonenci mogą komunikować się ze sobą poprzez stacje bazowe używające do transmisji technologię CDMA.
- System stacji bazowych zarządzany jest przez Kontrolery Stacji Bazowych (Base Station Controller, BSC). Zazwyczaj jedno BSC kontroluje kilkaset stacji bazowych nadzorując przeprowadzane poprzez nie transmisje sygnałów mowy i danych, oraz przesyłając je do sieci szkieletowej (ang. Core Network) oraz z sieci w kierunku odpowiedniej stacji bazowej.
- W sieci szkieletowej najważniejszym elementem są Mobile Switching Centre (MSC), centrale telefoniczne przystosowane do pracy w sieci komórkowej. Zazwyczaj jedno MSC połączone jest z kilkoma BSC, a dzięki komutacji łączy może kierować transmisję do innych MSC połączonych z BSC, kontrolującego obszar na którym znajduje się abonent do którego zestawiana jest rozmowa.
- Home Location Register (HLR) to baza danych przechowująca informacje o abonentach danej sieci. HLR bierze między innymi udział w zestawianiu połączeń do abonentów sieci, także gdy w znajduje się w danym momencie w roamingu.
- Centrum SMS (ang. SMS Center, SMSC) to element infrastruktury teleinformatycznej biorący udział w przesyłaniu wiadomości SMS.
- Service Control Point (SCP) to element infrastruktury, na którym uruchomione są aplikacje pracujące na platformie sieci inteligentnych, wchodzące w interakcje z połączeniami generowanymi wewnątrz sieci telekomunikacyjnych. Element SCP może zawierać na przykład serwis umożliwiający naliczanie opłat abonentom rozliczającym się w systemie prepaid.

### Sieć radiowa
Sieć radiowa jest najbardziej charakterystycznym elementem systemów cdmaOne, wyróżniającym je na tle innych rozwiązań stosowanych w telefonii komórkowej drugiej generacji. Oparta jest ona na technologii Code Division Multiplexing Access (CDMA).
Sygnał związany z konkretną transmisją, mógłby być przesłany w pewnym wąskim paśmie (np. w systemie GSM stosuje się pasmo 200 kHz). W cdmaOne, dzięki specjalnym ciągom pseudolosowym rozkładany jest w tzw. widmie rozproszonym (ang. Spread Spectrum) o szerokości 1.25 MHz. Pasmo to staje się wspólnym kanałem transmisyjnym dla wielu niezależnych transmisji. Każda z nich kodowana jest dodatkowo za pomocą ciągów Walsha, co umożliwia wyodrębnienie jej w odbiorniku nasłuchującym na danym kanale spośród innych sygnałów w nim przesyłanych. Takie rozwiązanie okazało się bardzo wydajne z punktu widzenia optymalnego wykorzystania zasobów radiowych.
Jedną z konsekwencji związanych ze wspólnym kanałem transmisyjnym i wyborem metody CDMA do kodowania sygnału jest ścisła kontrola mocy z jaką nadaje telefon. Moc związana z transmitowanym sygnałem zmienia się wraz ze zmianą odległości pomiędzy terminalem a stacją bazową. Gdyby w strumieniu danych dochodzącym do stacji bazowej (przesyłanym przez telefony we wspólnym kanale transmisyjnym), znalazła się transmisja sygnału o wyższej niż pozostałe mocy, dochodziło by do interferencji z innymi sygnałami. Gdyby moc tego sygnału była niższa, zostałby on zagłuszony przez inne transmisje w tym kanale.
Zasoby radiowe dzielone są na kanały o szerokości 1.25 MHz. Kanały łączone są w pary: na jednym z nich przeprowadzana jest
transmisja z telefonu komórkowego w kierunku stacji bazowej, na drugim sygnał nadaje stacja bazowa.
Tak określone częstotliwości rozdzielane są (na bazie przetargów, lub według innych reguł przyjętych przez regulatorów danego rynku telekomunikacyjnego) pomiędzy poszczególnych operatorów. Większość z systemów cdmaOne budowana jest na bazie jednego z dwóch rozwiązań:
- częstotliwości rozłożone wokół pasma 1900 MHz (tzw. PCS Band)
- częstotliwości rozłożone wokół pasma 800 MHz (tzw. 800 MHz Band)

### Telefony komórkowe
Telefony w systemie cdmaOne nie posiadają karty SIM znanej z systemu GSM. Operator rejestruje w bazie danych (HLR) konkretny telefon na podstawie nadanego mu fabrycznie numeru seryjnego. Dany telefon jest zazwyczaj przypisany na stałe do konkretnej sieci i nie można przenieść się z nim do konkurencyjnego operatora. Takie podejście uniemożliwia praktycznie korzystanie z kradzionego telefonu, z drugiej jednak strony jest utrudnieniem dla użytkownika, który nie może (tak jak w systemie GSM) przełożyć karty SIM do innego terminala, gdy np. w obecnym wyczerpała się bateria. Aby móc korzystać z nowego telefonu, trzeba skontaktować się z punktem obsługi klienta należącym do danego operatora, lub dokonać jego rejestracji drogą radiową.
Telefony komórkowe przeznaczone tylko do pracy w systemie cdmaOne są produkowane przez wielu dostawców infrastruktury telekomunikacyjnej, niemniej ze względu na kurczący się rynek ilość nowych modeli (a co za tym idzie nowinek technicznych w nich zawartych) staje się ograniczona. Telefony przeznaczone do pracy w systemie CDMA2000 (następcy systemu cdmaOne), są kompatybilne ze jego poprzednikiem i również mogą być używane w tego rodzaju sieciach.

## cdmaOne na tle rynku telekomunikacyjnego
Standard cdmaOne stał się najpopularniejszym systemem telefonii komórkowej drugiej generacji w Ameryce Północnej. Z powodzeniem implementowano go także na innych kontynentach. Okazało się jednak, że nie zdobył popularności jaką osiągnął jego główny konkurent – GSM. W roku 2007 około 0,6% użytkowników na świecie używało telefonów pracujących w systemie cdmaOne (80,5% używało GSM). Liczba użytkowników zmniejsza się ponieważ sieci kolejnych operatorów migrują do standardów 3G.

### Ewolucja sieci cdmaOne
Sieci cdmaOne były częścią ewolucji w telefonii komórkowej. Jako standard cyfrowego przesyłania danych zrewolucjonizowały amerykański rynek telekomunikacyjny, na którym dominowała technologia analogowa. Dzisiaj same zastępowane są przez standardy telefonii komórkowej 3G. Najpopularniejszym rozwiązaniem jest tu migracja do standardów CDMA2000. Sieci CDMA2000 1X (oparte na standardzie IS-95C) są w pełni kompatybilne z cdmaOne. Mogą używać tych samych częstotliwości, używają tej samej szerokości widma rozproszonego do transmisji sygnału oraz tego samego mechanizmu do kodowania mowy (telefony działające w CDMA 2000 1X mogą też być używane w cdmaOne).

### Organizacje i firmy zaangażowane w rozwój standardu
Standardy IS-95A i IS-95B na których oparte są sieci cdmaOne, rozwijane są przez Telecommunications Industry Association, amerykański instytut standaryzacyjny. Inną ważną organizacją związaną z cdmaOne jest CDMA Development Group, właściciel praw do nazwy cdmaOne, konsorcjum skupiające dostawców infrastruktury pracującej w tym systemie i operatorów wykorzystujących ją w swoich sieciach.
Prace nad technologią CDMA wykorzystywaną w systemach cdmaOne zostały zainicjowane przez firmę Qualcomm, która obecnie jest posiadaczem wielu patentów w tej dziedzinie.
Do największych dostawców infrastruktury używanej do budowy sieci opartych na standardzie IS-95 należą firmy amerykańskie (USA i Kanada to największy rynek dla tego rodzaju sieci) Lucent (obecnie wchodzący w skład konsorcjum Alcatel-Lucent), Motorola i Nortel oraz szwedzki koncern Ericsson. Około 40 firm produkuje telefony komórkowe, które mogą być używane w sieciach cdmaOne.

### Kraje w których świadczy się usługi na bazie sieci zbudowanych w standardzie cdmaOne
Obecnie na świecie sieci cdmaOne używane są przez operatorów w około 50 krajach,
jako sieci komórkowe lub jako sieć radiowa na bazie której buduje się bezprzewodową pętlę abonencką
używaną w sieciach stacjonarnych. To drugie rozwiązanie używane jest także w Polsce przez operatorów SFERIA i Telekomunikacja Polska.
Australia i Oceania
- Australia
- Fidżi
- Guam
- Indonezja
- Mariany Północne
- Nowa Zelandia

Azja
- Bangladesz
- Birma
- Chiny
- Hongkong
- Indie
- Japonia
- Korea Południowa
- Malezja
- Mongolia
- Pakistan
- Tajlandia
- Uzbekistan

Ameryka Północna
- Kanada
- Stany Zjednoczone

Karaiby i Ameryka Łacińska
- Antyle Holenderskie
- Argentyna
- Brazylia
- Chile
- Dominikana
- Gwatemala
- Haiti
- Honduras
- Jamajka
- Kolumbia
- Meksyk
- Peru
- Portoryko
- Salwador
- Urugwaj
- Wyspy Dziewicze Stanów Zjednoczonych
- Wenezuela

Europa
- Mołdawia
- Rumunia
- Rosja
- Ukraina

Afryka i Bliski Wschód
- Angola
- Egipt
- Izrael
- Kenia
- Kongo
- Kuwejt
- Mauritius
- Nigeria
- Jemen
- Zambia